# Philippe Hériat
Philippe Hériat (pseudonym for Raymond Gérard Payelle, født 15. september 1898 i Paris, død 10. oktober 1971 i Paris) var en fransk forfatter, der i 1939 fik Goncourtprisen for romanen Les Enfants gâtés (da: To verdener).